# جون إس. سترونج
جون إس. سترونج (بالإنجليزية: John S. Strong)‏ هو باحث في الأديان أمريكي، ولد في 13 سبتمبر 1948 في خبي في الصين.